# Lista delle carestie
Questa lista è suscettibile di variazioni e potrebbe essere incompleta o non aggiornata.

Questa lista delle carestie comprende, in ordine cronologico, le principali calamità che portarono un gran numero di persone, di ogni era o continente, a morire d'inedia o per le malattie conseguenti alla denutrizione.

## V secolo a.C.
- 440 a.C. Carestia nell'Antica Roma.[1]

## V secolo d.C.
- Carestia nell'Europa occidentale associata alla caduta di Roma e al sacco dei visigoti di Alarico I.

## X secolo
- 974-975 Un inverno rigidissimo e una primavera tardiva provocarono una carestia, che uccise un terzo della popolazione franca e la metà dei parigini.[2]

## XIV secolo
Ebbe inizio la "piccola era glaciale", che avrebbe reso più frequenti le carestie nei secoli seguenti.
- 1315-1317 La Grande carestia in Europa. Ulteriori carestie avrebbero colpito nel corso del secolo un'Europa la cui popolazione fu decimata dalla peste nera.
- 1333-1337 Carestia in Cina.

## XV secolo
- 1437-1440 Negli anni 1430 nell'Europa nord-occidentale vi furono una serie di anomalie climatiche e si susseguirono inverni molto lunghi e freddi ed estati calde e piovose. Come conseguenza, la carestia degli anni 1437-1440 portò alla morte centinaia di migliaia di persone[3][4].

## XVI secolo
- 1567-1570 Carestia ad Harar in Etiopia, insieme alla peste. Nur ibn Mujahid, emiro di Harar, morì.
- 1570 Una dura carestia colpì Milano, diocesi di San Carlo Borromeo.
- anni 1590 Carestie in Europa. A seguito dell'importante servizio reso a Roma durante la carestia del 1590, papa Gregorio XIV elevò la Congregazione di san Camillo de Lellis a Ordine dei Chierici Regolari Ministri degli Infermi.

## XVII secolo
- 1601-1603 carestia in Russia come conseguenza dell'eruzione di un vulcano in Perù[5]
- 1618-1648 Carestie in Europa causate dalla Guerra dei trent'anni.
- 1630-1631 Carestie in India.
- 1696-1697 Carestia in Finlandia.

## XVIII secolo
- 1709 L'Ondata di freddo dell'inverno 1709 provocò una grave carestia (grande famine) di cui si hanno dati precisi per la Francia. Secondo lo storico Emmanuel Le Roy Ladurie questa carestia avrebbe causato la morte di circa 600 mila francesi, circa il 3% della popolazione dell'epoca, nonché la crisi finanziaria del 1709[6][7].
- 1740-1741 La grande carestia in Irlanda.
- 1763-1764 Carestia in Italia centrale e meridionale
- 1770 Carestia in Bengala.
- 1783 Carestia in Islanda causata da eruzioni vulcaniche.

## XIX secolo
- 1816-1817 Carestia in Europa e America settentrionale (anno senza estate).
- anni 1830 Carestia dell'era Tenpo in Giappone.
- 1845-1849 Carestia delle patate in Irlanda e "rivoluzione delle patate" (Kartoffelrevolution) a Berlino nel 1847 [8].
- 1846-1857 Carestia delle patate in Scozia.
- 1850 Fine della "piccola era glaciale".
- 1866 Carestia in India (Bengala e Orissa).
- 1866-1868 Carestia in Finlandia.
- 1876-1879 Carestie in India, Cina, Brasile, Nordafrica (e altre nazioni).
- 1879 Carestia in Irlanda, la cosiddetta "mini-carestia".
- 1888-1892 La grande carestia d'Etiopia Le condizioni peggiorarono quando si sparse il contagio del colera (1889-92) e una grave epidemia di vaiolo (1889-90).
- 1896-1897 Carestia nella Cina settentrionale.
- 1896-1902 Carestia in India.

## XX secolo
- 1914-1918 Carestia sulle montagne del Libano durante la prima guerra mondiale.
- 1919-1920 Carestia in Polonia a causa della guerra.
- 1921-1923 Carestia in Russia a seguito di sei anni e mezzo di guerre e disordini (Prima guerra mondiale, Rivoluzione russa, Guerra civile russa).
- 1928-1929 Carestia nella Cina settentrionale.
- 1933 Holodomor in Ucraina, Kazakistan e Russia meridionale

- 1941-1942 Carestia in Grecia per l'occupazione nazista.
- 1943-1944 Carestia in Bengala.
- 1944 Carestia nei Paesi Bassi durante la seconda guerra mondiale.
- 1945 Carestia in Vietnam.
- 1959-1961 Grande carestia cinese.[9]
- 1968-1972 Siccità del Sahel in Africa.
- 1973 Carestia etiope; l'incapacità del governo di gestire la crisi provocò la caduta dal potere dell'imperatore Hailé Selassié e della giunta Derg.
- 1974 Carestia del Bangladesh.
- 1984-1985 Carestia in Etiopia.
- 1997 Carestia in Corea del Nord.[10]
- 1998 Una Carestia nel Sudan causata dalla guerra e dalla siccità.
- 1998 Carestia nello Zimbabwe